# Phytophaga
Phytophaga (fra oldgræsk: φυτόν (phutón, “plante”) + φάγος (phágos, “spiser”)) er en klade af biller inden for infraordenen Cucujiformia bestående af overfamilierne Chrysomeloidea og Curculionoidea, der kendetegnes ved at være planteædende. Desuden give foden (tarsus) indtryk af kun at have fire led (den er såkaldt pseudotetramerisk eller kryptopentamerisk), idet det fjerde tarsalsegment typisk er stærkt reduceret eller skjult af det tredje tarsalsegment. Cucujoidea er en søstergruppe til Phytophaga. I noget ældre litteratur blev udtrykket Phytophaga kun anvendt på Chrysomeloidea.
Med næsten 125.000 beskrevne arter er Phytophaga den næststørste planteædende gren af insekter efter ordenen sommerfugle (Lepidoptera).

## Evolution
Diversificeringen af arter inden for Phytophaga menes at være forbundet med artsdannelsen inden for blomsterplanterne (de dækfrøede planter eller angiospermer). Planter som fødekilde kan have været et skift fra en ernæring baseret på mikrosvampe, sporer (fra strobili og koglepalmer) og dødt organisk materiale. Medlemmer af phytophaga har unikke proteiner tilhørende en familie af glykosidhydrolaser (glykosidhydrolasefamilie 45; GH45), hvis gener er afledte af DNA-sekvenser, der er erhvervet ved horisontal genoverførsel fra svampe. GH45 proteinerne fra Phytophaga er i stand til at nedbryde 3 stoffer i planters cellevægge, som andre organismer har svært ved at nedbryde: amorf cellulose, xyloglucan og glucomannan.

## Klassifikation
|  | \| \| Megalopodidae \| \| \| \| \| \| Cerambycidae (træbukke) \| \| \| \| |
|  |                                                                           |
|  | Chrysomelidae (bladbiller)                                                |
|  |                                                                           |
|  | Megalopodidae                                                             |
|  |                                                                           |
|  | Cerambycidae (træbukke)                                                   |
|  |                                                                           |

|  | Megalopodidae           |
|  |                         |
|  | Cerambycidae (træbukke) |
|  |                         |

|  | Nemonychidae                  |
|  |                               |
|  | Anthribidae (bredsnudebiller) |
|  |                               |

|  | Attelabidae (bladrullere)                                                                                        |
|  | |
|  | \| \| Brentidae (spidsmussnudebiller) \| \| \| \| \| \| Curculionidae (snudebiller inkl. barkbiller) \| \| \| \| |
|  | |
|  | Brentidae (spidsmussnudebiller)                                                                                  |
|  | |
|  | Curculionidae (snudebiller inkl. barkbiller)                                                                     |
|  | |

|  | Brentidae (spidsmussnudebiller)              |
|  |                                              |
|  | Curculionidae (snudebiller inkl. barkbiller) |
|  |                                              |

|  | Attelabidae (bladrullere)                                                                                        |
|  | |
|  | \| \| Brentidae (spidsmussnudebiller) \| \| \| \| \| \| Curculionidae (snudebiller inkl. barkbiller) \| \| \| \| |
|  | |
|  | Brentidae (spidsmussnudebiller)                                                                                  |
|  | |
|  | Curculionidae (snudebiller inkl. barkbiller)                                                                     |
|  | |

|  | Brentidae (spidsmussnudebiller)              |
|  |                                              |
|  | Curculionidae (snudebiller inkl. barkbiller) |
|  |                                              |

|  | Nemonychidae                  |
|  |                               |
|  | Anthribidae (bredsnudebiller) |
|  |                               |

|  | Attelabidae (bladrullere)                                                                                        |
|  | |
|  | \| \| Brentidae (spidsmussnudebiller) \| \| \| \| \| \| Curculionidae (snudebiller inkl. barkbiller) \| \| \| \| |
|  | |
|  | Brentidae (spidsmussnudebiller)                                                                                  |
|  | |
|  | Curculionidae (snudebiller inkl. barkbiller)                                                                     |
|  | |

|  | Brentidae (spidsmussnudebiller)              |
|  |                                              |
|  | Curculionidae (snudebiller inkl. barkbiller) |
|  |                                              |

|  | Attelabidae (bladrullere)                                                                                        |
|  | |
|  | \| \| Brentidae (spidsmussnudebiller) \| \| \| \| \| \| Curculionidae (snudebiller inkl. barkbiller) \| \| \| \| |
|  | |
|  | Brentidae (spidsmussnudebiller)                                                                                  |
|  | |
|  | Curculionidae (snudebiller inkl. barkbiller)                                                                     |
|  | |

|  | Brentidae (spidsmussnudebiller)              |
|  |                                              |
|  | Curculionidae (snudebiller inkl. barkbiller) |
|  |                                              |

|  | \| \| Megalopodidae \| \| \| \| \| \| Cerambycidae (træbukke) \| \| \| \| |
|  |                                                                           |
|  | Chrysomelidae (bladbiller)                                                |
|  |                                                                           |
|  | Megalopodidae                                                             |
|  |                                                                           |
|  | Cerambycidae (træbukke)                                                   |
|  |                                                                           |

|  | Megalopodidae           |
|  |                         |
|  | Cerambycidae (træbukke) |
|  |                         |

|  | Nemonychidae                  |
|  |                               |
|  | Anthribidae (bredsnudebiller) |
|  |                               |

|  | Attelabidae (bladrullere)                                                                                        |
|  | |
|  | \| \| Brentidae (spidsmussnudebiller) \| \| \| \| \| \| Curculionidae (snudebiller inkl. barkbiller) \| \| \| \| |
|  | |
|  | Brentidae (spidsmussnudebiller)                                                                                  |
|  | |
|  | Curculionidae (snudebiller inkl. barkbiller)                                                                     |
|  | |

|  | Brentidae (spidsmussnudebiller)              |
|  |                                              |
|  | Curculionidae (snudebiller inkl. barkbiller) |
|  |                                              |

|  | Attelabidae (bladrullere)                                                                                        |
|  | |
|  | \| \| Brentidae (spidsmussnudebiller) \| \| \| \| \| \| Curculionidae (snudebiller inkl. barkbiller) \| \| \| \| |
|  | |
|  | Brentidae (spidsmussnudebiller)                                                                                  |
|  | |
|  | Curculionidae (snudebiller inkl. barkbiller)                                                                     |
|  | |

|  | Brentidae (spidsmussnudebiller)              |
|  |                                              |
|  | Curculionidae (snudebiller inkl. barkbiller) |
|  |                                              |

|  | Nemonychidae                  |
|  |                               |
|  | Anthribidae (bredsnudebiller) |
|  |                               |

|  | Attelabidae (bladrullere)                                                                                        |
|  | |
|  | \| \| Brentidae (spidsmussnudebiller) \| \| \| \| \| \| Curculionidae (snudebiller inkl. barkbiller) \| \| \| \| |
|  | |
|  | Brentidae (spidsmussnudebiller)                                                                                  |
|  | |
|  | Curculionidae (snudebiller inkl. barkbiller)                                                                     |
|  | |

|  | Brentidae (spidsmussnudebiller)              |
|  |                                              |
|  | Curculionidae (snudebiller inkl. barkbiller) |
|  |                                              |

|  | Attelabidae (bladrullere)                                                                                        |
|  | |
|  | \| \| Brentidae (spidsmussnudebiller) \| \| \| \| \| \| Curculionidae (snudebiller inkl. barkbiller) \| \| \| \| |
|  | |
|  | Brentidae (spidsmussnudebiller)                                                                                  |
|  | |
|  | Curculionidae (snudebiller inkl. barkbiller)                                                                     |
|  | |

|  | Brentidae (spidsmussnudebiller)              |
|  |                                              |
|  | Curculionidae (snudebiller inkl. barkbiller) |
|  |                                              |

Kladogram der viser det indbyrdes slægtskab af familier af biller i kladen phytophaga.